# Jozef Dolný
Jozef Dolný (* 13. Mai 1992 in Spišská Nová Ves) ist ein slowakischer Fußballspieler.

## Karriere

### Verein
Dolný spielte zunächst beim 1. FC Tatran Prešov. Im April 2010 stand er gegen den DAC Dunajská Streda erstmals im Kader der Profis. Sein Debüt für diese in der Corgoň liga gab er im Mai 2010, als er am 32. Spieltag der Saison 2009/10 gegen den MFK Košice in der 70. Minute für Peter Katona eingewechselt wurde.
Zur Saison 2011/12 wurde er an den Zweitligisten MFK Zemplín Michalovce verliehen, für den er ein halbes Jahr lang aktiv war. Danach kehrte er zu Tatran Prešov zurück. Mit dem Verein stieg er 2013 aus der höchsten slowakischen Spielklasse ab.
Nach einem halben Jahr mit dem Verein in der 2. Liga wurde er im Februar 2014 nach Tschechien an den Erstligisten FC Zbrojovka Brünn verliehen. Sein einziges Spiel für Brünn in der Gambrinus Liga absolvierte er im März 2014, als er am 19. Spieltag der Saison 2013/14 gegen Slovan Liberec in der 82. Minute für Roman Fischer eingewechselt wurde.
Nach dem Ende der Leihe verließ er Tatran Prešov zur Saison 2014/15 schließlich endgültig und wechselte innerhalb der Slowakei zum Erstligisten FK Dukla Banská Bystrica. Sein erstes Tor in der höchsten slowakischen Liga erzielte er im Juli 2014 bei einem 2:2-Remis gegen den FK Senica. Nach einem halben Jahr bei Dukla Banská Bystrica wechselte Dolný im Januar 2015 zum Ligakonkurrenten FK Senica. In seinen eineinhalb Jahren bei Senica absolvierte er 43 Ligaspiele, in denen er sechs Tore erzielte.
Im August 2016 wechselte er nach Polen zum Zweitligisten Podbeskidzie Bielsko-Biała. Für den Verein kam er in der Saison 2016/17 zu elf Einsätzen in der 1. Liga. Im Juli 2017 wechselte er nach Nordirland zum in der irischen League of Ireland spielenden Verein Derry City. Für Derry absolvierte er bis zum Ende der Saison 2017 drei Spiele in der höchsten irischen Spielklasse, in denen er ohne Treffer blieb.
Im Januar 2018 kehrte er in die Slowakei zurück und wechselte zum Zweitligisten MFK Skalica. Nach einem Jahr bei Skalica verließ er den Verein in der Winterpause der Saison 2018/19 nach insgesamt 24 Zweitligaeinsätzen. Er kehrte zurück zu zwei seiner alten Vereine, Bansk´s Bystrica und Prešov.

### Nationalmannschaft
Dolný spielte zwischen 2010 und 2011 für die slowakische U-19-Auswahl.